# دیوید لامستا
دیوید لامستا (انگلیسی: Davide Lamesta؛ زادهٔ ۱۹ آوریل ۲۰۰۰) بازیکن فوتبال اهل ایتالیا است.